# Garzón Point
Der Garzón Point (spanisch Punta Garzón) ist eine Landspitze an der Danco-Küste des Grahamlands auf der Antarktischen Halbinsel. Im südlichen Teil des Paradise Harbor liegt sie zwischen der Oscar Cove und der Skontorp Cove.
Argentinische Wissenschaftler benannten sie 1956 nach Eugenio Garzón (1796–1851), einem General des Argentinischen Unabhängigkeitskriegs zwischen 1810 und 1825. Das UK Antarctic Place-Names Committee übertrug diese Benennung 1978 ins Englische.